# Eupatorium marquezianum
Eupatorium marquezianum là một loài thực vật có hoa trong họ Cúc. Loài này được Gómez de la Maza mô tả khoa học đầu tiên năm 1889.